# Enzo Golino
Enzo Golino (Napoli, 18 marzo 1932 – Roma, 18 settembre 2020) è stato un critico letterario e giornalista italiano.

## Biografia
Iniziò la sua carriera di giornalista culturale alla Rai. Passato alla carta stampata diresse le pagine culturali de la Repubblica, del Corriere della Sera e de L'Espresso, collaborando come critico letterario a riviste quali Il Mondo, Nord e Sud, Paragone, Tempo Presente e Nuovi Argomenti. Le sue numerose pubblicazioni indagano il rapporto tra cultura, letteratura e società. Importanti i suoi contributi su Pier Paolo Pasolini.

## Opere
- Cultura e mutamento sociale, Milano, Edizioni di Comunità, 1969.
- Letteratura e classi sociali, Collana Saggi tascabili, Bari, Laterza, 1976.
- La distanza culturale. Intellettuali, Mass media, Società, Collana Saggi n.12, Bologna, Cappelli, 1980.
- Pasolini. Il sogno di una cosa. Pedagogia, Eros, Letteratura dal mito del popolo alla società di massa, Collana Saggi, Bologna, Il Mulino, 1985, ISBN 978-88-150-0911-1; Collana Saggi Tascabili n.16, Milano, Bompiani, 1992, ISBN 978-88-452-1951-1, II ed., Bompiani, 2005.
- Parola di Duce. Il linguaggio totalitario del fascismo, Collana I Torchi, Milano, Rizzoli, 1994, ISBN 978-88-178-4360-7; ed. aumentata, Collana Saggi, Milano, BUR, 2010, ISBN 978-88-170-3907-9.
- Tra lucciole e Palazzo. Il mito Pasolini dentro la realtà, Collana La diagonale n.84, Palermo, Sellerio, 1995, ISBN 978-88-389-1160-6.
- Sottotiro. Quarantotto stroncature, Lecce, Manni, 2002, ISBN 978-88-817-6256-9; Collana I grandi tascabili n.469, Milano, Bompiani, 2013, ISBN 978-88-452-7304-9.
- Dentro la letteratura. Ventuno scrittori parlano di scuola, natura, operai, lingua e dialetto, storia, Collana Saggi Tascabili n.443, Milano, Bompiani, 2011, ISBN 978-88-452-6867-0.
- Madame Storia & Lady Scrittura. Saggi Cronache Interviste, Collana Saggi n.102, Firenze, Le Lettere, 2011, ISBN 978-88-608-7111-4.